# Llista de topònims de Lluçà
Llista de topònims (noms propis de lloc) del municipi de Lluçà, al Lluçanès.
Informació actualitzada per un bot. Els canvis manuals es perdran quan s'actualitzi!

## abric rocós
| imatge | Nom                 | Ubicat a | instància de | Detalls      | coordenades                                                                                            | Protecció | Commons (més fotos) | Dades a WD                    |
| ------ | ------------------- | -------- | ------------ | ------------ | --- | --------- | ------------------- | ----------------------------- |
|        | Balma Negra         | Lluçà    | abric rocós  |              | 42° 04′ 47″ N, 2° 01′ 38″ E / 42.0796533176565°N,2.02710124468261°E                                    |           |                     | Modifica les dades a Wikidata |
|        | Balma d'en Serra    | Lluçà    | abric rocós  |              | 42° 02′ 26″ N, 2° 01′ 31″ E / 42.0404243778035°N,2.02534390735755°E                                    |           |                     | Modifica les dades a Wikidata |
|        | Balma de Muntanyola | Lluçà    | abric rocós  |              | 42° 05′ 06″ N, 2° 02′ 54″ E / 42.0851350360298°N,2.04820035857643°E                                    |           |                     | Modifica les dades a Wikidata |
|        | Balma de les Òlibes | Lluçà    | abric rocós  |              | 42° 01′ 28″ N, 2° 01′ 08″ E / 42.0244918398085°N,2.01899208013085°E                                    |           |                     | Modifica les dades a Wikidata |
|        | Balma del Duc       | Lluçà    | abric rocós  |              | 42° 05′ 31″ N, 2° 04′ 28″ E / 42.0919240256036°N,2.07439890629904°E                                    |           |                     | Modifica les dades a Wikidata |
|        | Balma del Garet     | Lluçà    | abric rocós  |              | 42° 02′ 51″ N, 2° 02′ 09″ E / 42.0474111271285°N,2.03573768547628°E                                    |           |                     | Modifica les dades a Wikidata |
|        | Balma del Prat      | Lluçà    | abric rocós  |              | 42° 02′ 44″ N, 2° 03′ 01″ E / 42.0454778066496°N,2.05014587855467°E ca:Sector sud del terme municipal  |           |                     | Modifica les dades a Wikidata |
|        | Balma del Racó      | Lluçà    | abric rocós  |              | 42° 02′ 57″ N, 2° 02′ 53″ E / 42.0492873606182°N,2.04795027601666°E                                    |           |                     | Modifica les dades a Wikidata |
|        | Balma del Sord      | Lluçà    | abric rocós  |              | 42° 03′ 48″ N, 2° 00′ 40″ E / 42.0634573035341°N,2.01100753996077°E                                    |           |                     | Modifica les dades a Wikidata |
|        | Balma dels Bous     | Lluçà    | abric rocós  |              | 42° 04′ 26″ N, 2° 02′ 14″ E / 42.074020506844°N,2.0373295896914°E                                      |           |                     | Modifica les dades a Wikidata |
|        | Balma dels Conills  | Lluçà    | abric rocós  |              | 42° 01′ 33″ N, 2° 03′ 12″ E / 42.0259506914457°N,2.05328737857511°E                                    |           |                     | Modifica les dades a Wikidata |
|        | Balma dels Racons   | Lluçà    | abric rocós  | 18th century | 42° 03′ 04″ N, 2° 00′ 48″ E / 42.0512473304138°N,2.01342048681247°E ca:Sector oest del terme municipal |           |                     | Modifica les dades a Wikidata |
|        | Balmes del Grau     | Lluçà    | abric rocós  |              | 42° 00′ 53″ N, 2° 01′ 21″ E / 42.0148118247957°N,2.02238966975384°E                                    |           |                     | Modifica les dades a Wikidata |
|        | Cau del Cirer       | Lluçà    | abric rocós  |              | 42° 01′ 55″ N, 2° 00′ 52″ E / 42.0318102557505°N,2.01433725567356°E                                    |           |                     | Modifica les dades a Wikidata |

## curs d'aigua
| imatge | Nom               | Ubicat a                               | instància de                                        | Detalls                                                                    | coordenades                                                                                               | Protecció | Commons (més fotos) | Dades a WD                    |
| ------ | ----------------- | -------------------------------------- | --------------------------------------------------- | -------------------------------------------------------------------------- | --- | --------- | ------------------- | ----------------------------- |
|        | Riera Gavarresa   | Osona Bages                            | curs d'aigua                                        | Desemboca: Llobregat                                                       | 42° 07′ 18″ N, 2° 05′ 42″ E / 42.121789°N,2.094932°E 41° 46′ 57″ N, 1° 54′ 32″ E / 41.782522°N,1.90877°E  |           | Riera Gavarresa     | Modifica les dades a Wikidata |
|        | riera de Lluçanès | Alpens Lluçà Sant Martí d'Albars Olost | curs d'aigua                                        | Desemboca: Riera Gavarresa Llarg: 20km                                     | 42° 08′ 29″ N, 2° 05′ 11″ E / 42.141357°N,2.086422°E 41° 58′ 35″ N, 2° 04′ 33″ E / 41.97641°N,2.075899°E  |           | Riera de Lluçanès   | Modifica les dades a Wikidata |
|        | riera de Merlès   | Santa Maria de Merlès                  | curs d'aigua Reserva Natural Parcial àrea protegida | 1987 Desemboca: Llobregat Llarg: 47km Superfície: 70.01734ha Conca: 173km² | 42° 11′ 45″ N, 2° 01′ 52″ E / 42.195759°N,2.031138°E 41° 55′ 36″ N, 1° 52′ 56″ E / 41.926769°N,1.882085°E |           | Riera de Merlès     | Modifica les dades a Wikidata |

## entitat singular de població
| imatge | Nom                         | Ubicat a | instància de                                                 | Detalls | coordenades                                                        | Protecció | Commons (més fotos)                | Dades a WD                    |
| ------ | --------------------------- | -------- | ------------------------------------------------------------ | ------- | ------------------------------------------------------------------ | --------- | ---------------------------------- | ----------------------------- |
|        | Lluçà                       | Lluçà    | entitat singular de població ens local històric de Catalunya | 108 hab | 42° 03′ 02″ N, 2° 02′ 06″ E / 42.05049973°N,2.035117501°E 750 msnm |           |                                    | Modifica les dades a Wikidata |
|        | Santa Eulàlia de Puig-oriol | Lluçà    | entitat singular de població capital municipal               | 181 hab | 42° 04′ 06″ N, 2° 04′ 23″ E / 42.06820833°N,2.07316111°E 746 msnm  |           | Santa Eulalia de Puigoriol (Lluçà) | Modifica les dades a Wikidata |

## església
| imatge | Nom                                          | Ubicat a                          | instància de      | Detalls                                                        | coordenades | Protecció                                            | Commons (més fotos)                     | Dades a WD                    |
| ------ | -------------------------------------------- | --------------------------------- | ----------------- | -------------------------------------------------------------- | --- | ---------------------------------------------------- | --------------------------------------- | ----------------------------- |
|        | Església vella (Santa Eulàlia de Puig-oriol) | Lluçà Santa Eulàlia de Puig-oriol | església capella  | Estil: arquitectura romànica arquitectura popular 10th century | 42° 03′ 57″ N, 2° 03′ 49″ E / 42.065756026°N,2.063727342°E ca:Ctra. de Santa Eulàlia a Lluçà                      | bé integrant del patrimoni cultural català           |                                         | Modifica les dades a Wikidata |
|        | Mare de Déu del Roser                        | Lluçà                             | església          |                                                                | 42° 05′ 50″ N, 2° 05′ 14″ E / 42.097183°N,2.087223°E ca:La Vila d'Alpens 842 msnm                                 |                                                      |                                         | Modifica les dades a Wikidata |
|        | Sant Climent de la Riba                      | Lluçà                             | església          |                                                                | 42° 04′ 32″ N, 2° 00′ 56″ E / 42.07550278°N,2.01558889°E 711.5 msnm                                               |                                                      | Sant Climent de la Riba                 | Modifica les dades a Wikidata |
|        | Sant Cristòfol de Borrassers                 | Lluçà                             | església          | Estil: arquitectura popular                                    | 42° 05′ 12″ N, 2° 04′ 48″ E / 42.086739°N,2.079967°E ca:Sector nord del terme municipal 750 msnm                  | bé integrant del patrimoni cultural català           | Sant Cristòfol de Borrassers            | Modifica les dades a Wikidata |
|        | Sant Pere del Grau                           | Lluçà                             | església          | Estil: arquitectura romànica historicisme arquitectònic        | 42° 01′ 06″ N, 2° 01′ 27″ E / 42.018422222222°N,2.0240777777778°E ca:Sector sud-oest del terme municipal 744 msnm | bé integrant del patrimoni cultural català           | Sant Pere del Grau                      | Modifica les dades a Wikidata |
|        | Sant Quirze de la Tor                        | Lluçà                             | església          | Estil: arquitectura popular                                    | 42° 06′ 28″ N, 2° 03′ 22″ E / 42.107819°N,2.05615°E ca:Sector nord del terme municipal                            | bé integrant del patrimoni cultural català           |                                         | Modifica les dades a Wikidata |
|        | Sant Vicenç de Lluçà                         | Lluçà                             | església          |                                                                | 42° 03′ 19″ N, 2° 02′ 25″ E / 42.0551490586174°N,2.04020084519846°E 881 msnm                                      |                                                      |                                         | Modifica les dades a Wikidata |
|        | Santa Maria de Lluçà                         | Lluçà                             | església monestir | Estil: arquitectura romànica arquitectura barroca              | 42° 03′ 02″ N, 2° 02′ 07″ E / 42.050489°N,2.035327°E ca:Sector central del terme municipal                        | bé d'interès cultural bé cultural d'interès nacional | Monestir de Santa Maria de Lluçà        | Modifica les dades a Wikidata |
|        | església de Santa Eulàlia de Puig-oriol      | Lluçà                             | església          | Estil: neobarroc 19th century                                  | 42° 04′ 10″ N, 2° 04′ 18″ E / 42.0693058505531°N,2.07179028101828°E ca:Sector central del terme municipal         |                                                      | Església de Santa Eulàlia de Puig-oriol | Modifica les dades a Wikidata |

## font
| imatge | Nom                        | Ubicat a | instància de | Detalls      | coordenades                                                                                               | Protecció | Commons (més fotos) | Dades a WD                    |
| ------ | -------------------------- | -------- | ------------ | ------------ | --- | --------- | ------------------- | ----------------------------- |
|        | font de Camp-de-soler      | Lluçà    | font         |              | 42° 02′ 26″ N, 2° 01′ 48″ E / 42.040454878887°N,2.03000716963813°E                                        |           |                     | Modifica les dades a Wikidata |
|        | font de Perotet            | Lluçà    | font         |              | 42° 06′ 26″ N, 2° 05′ 23″ E / 42.1073400890379°N,2.08980129487692°E                                       |           |                     | Modifica les dades a Wikidata |
|        | font de l'Argelaga         | Lluçà    | font         |              | 42° 02′ 58″ N, 2° 00′ 31″ E / 42.0495756283185°N,2.00860070495517°E                                       |           |                     | Modifica les dades a Wikidata |
|        | font de la Bauma dels Bous | Lluçà    | font         |              | 42° 03′ 14″ N, 2° 01′ 56″ E / 42.053760708647°N,2.0320946036799°E                                         |           |                     | Modifica les dades a Wikidata |
|        | font de la Codoleda        | Lluçà    | font         |              | 42° 05′ 35″ N, 2° 04′ 02″ E / 42.0929918307372°N,2.06723689992401°E                                       |           |                     | Modifica les dades a Wikidata |
|        | font de la Rata            | Lluçà    | font         |              | 42° 05′ 47″ N, 2° 04′ 47″ E / 42.096483084894°N,2.07981607350681°E                                        |           |                     | Modifica les dades a Wikidata |
|        | font de la Tomba           | Lluçà    | font         | 20th century | 42° 04′ 23″ N, 2° 02′ 57″ E / 42.0729941020611°N,2.04925215077372°E ca:Sector central del terme municipal |           |                     | Modifica les dades a Wikidata |
|        | font de la Tuta            | Lluçà    | font         |              | 42° 03′ 19″ N, 2° 03′ 06″ E / 42.0551910570803°N,2.05175347118287°E                                       |           |                     | Modifica les dades a Wikidata |
|        | font de les Coves          | Lluçà    | font         |              | 42° 01′ 14″ N, 2° 01′ 46″ E / 42.020652901989°N,2.02932985244583°E ca:Sector sud-oest del terme municipal |           |                     | Modifica les dades a Wikidata |
|        | font del Raig              | Lluçà    | font         |              | 42° 04′ 25″ N, 2° 01′ 59″ E / 42.073582325966°N,2.0330023027239°E                                         |           |                     | Modifica les dades a Wikidata |

## masia
| imatge | Nom                      | Ubicat a | instància de | Detalls                                                       | coordenades                                                                                                 | Protecció                                  | Commons (més fotos) | Dades a WD                    |
| ------ | ------------------------ | -------- | ------------ | ------------------------------------------------------------- | --- | ------------------------------------------ | ------------------- | ----------------------------- |
|        | Angelats                 | Lluçà    | masia        | 19th century                                                  | 42° 05′ 35″ N, 2° 01′ 33″ E / 42.0930621857305°N,2.02584431207868°E ca:Sector nord-oest del terme municipal |                                            |                     | Modifica les dades a Wikidata |
|        | Borrassers               | Lluçà    | masia        | 17th century                                                  | 42° 05′ 51″ N, 2° 04′ 15″ E / 42.0973892356082°N,2.07084873387051°E ca:Sector nord del terme municipal      |                                            |                     | Modifica les dades a Wikidata |
|        | Ca l'Estrada             | Lluçà    | masia        | Estil: arquitectura popular 18th century                      | 42° 03′ 50″ N, 2° 04′ 45″ E / 42.063856°N,2.079101°E ca:Sector central del terme municipal                  | bé integrant del patrimoni cultural català |                     | Modifica les dades a Wikidata |
|        | Cabres Mortes            | Lluçà    | masia        | 18th century                                                  | 42° 04′ 48″ N, 2° 01′ 48″ E / 42.0801197477866°N,2.03006819079408°E ca:Sector nord-oest del terme municipal |                                            |                     | Modifica les dades a Wikidata |
|        | Cal Bagues               | Lluçà    | masia        | 18th century                                                  | 42° 02′ 26″ N, 2° 02′ 17″ E / 42.0404783807355°N,2.03815021825425°E ca:Sector sud del terme municipal       |                                            |                     | Modifica les dades a Wikidata |
|        | Cal Bessó                | Lluçà    | masia        |                                                               | 42° 04′ 34″ N, 2° 05′ 11″ E / 42.0761428760169°N,2.08652383673864°E                                         |                                            |                     | Modifica les dades a Wikidata |
|        | Cal Bornac               | Lluçà    | masia        |                                                               | 42° 02′ 45″ N, 2° 01′ 42″ E / 42.0457908465994°N,2.02836726427131°E                                         |                                            |                     | Modifica les dades a Wikidata |
|        | Cal Coix                 | Lluçà    | masia        | 19th century                                                  | 42° 04′ 23″ N, 2° 04′ 26″ E / 42.0729246018583°N,2.0737925759723°E ca:Sector central del terme municipal    |                                            |                     | Modifica les dades a Wikidata |
|        | Cal Fuster               | Lluçà    | masia        |                                                               | 42° 02′ 52″ N, 2° 02′ 02″ E / 42.0478904659162°N,2.03383330916678°E ca:Sector central del terme municipal   |                                            |                     | Modifica les dades a Wikidata |
|        | Cal Jep Sant             | Lluçà    | masia        |                                                               | 42° 04′ 07″ N, 2° 03′ 59″ E / 42.0685953333992°N,2.06636123545815°E                                         |                                            |                     | Modifica les dades a Wikidata |
|        | Cal Marxant              | Lluçà    | masia        |                                                               | 42° 03′ 09″ N, 2° 01′ 17″ E / 42.0524963282544°N,2.02149775602186°E                                         |                                            |                     | Modifica les dades a Wikidata |
|        | Cal Masover Xic          | Lluçà    | masia        |                                                               | 42° 02′ 43″ N, 2° 02′ 51″ E / 42.0452314458694°N,2.04758792896318°E                                         |                                            |                     | Modifica les dades a Wikidata |
|        | Cal Panderni             | Lluçà    | masia        |                                                               | 42° 04′ 13″ N, 2° 05′ 05″ E / 42.0702569072033°N,2.08479505815925°E                                         |                                            |                     | Modifica les dades a Wikidata |
|        | Cal Pieret               | Lluçà    | masia        |                                                               | 42° 02′ 31″ N, 2° 00′ 17″ E / 42.0418871905298°N,2.0047934426562°E                                          |                                            |                     | Modifica les dades a Wikidata |
|        | Cal Riba                 | Lluçà    | masia        |                                                               | 42° 04′ 07″ N, 2° 04′ 22″ E / 42.0687105998905°N,2.07280222192801°E                                         |                                            |                     | Modifica les dades a Wikidata |
|        | Cal Salles               | Lluçà    | masia        | 18th century                                                  | 42° 02′ 18″ N, 2° 02′ 16″ E / 42.0384676599041°N,2.03787849744235°E ca:Sector sud del terme municipal       |                                            |                     | Modifica les dades a Wikidata |
|        | Cal Teixidor             | Lluçà    | masia        | 18th century                                                  | 42° 02′ 21″ N, 2° 02′ 16″ E / 42.0390335780263°N,2.03770081308861°E ca:Sector sud del terme municipal       |                                            |                     | Modifica les dades a Wikidata |
|        | Cal Tiratemples          | Lluçà    | masia        | Estil: arquitectura popular 17th century                      | 42° 04′ 27″ N, 2° 03′ 40″ E / 42.074069°N,2.061196°E ca:Sector central del terme municipal                  | bé integrant del patrimoni cultural català |                     | Modifica les dades a Wikidata |
|        | Cal Tià                  | Lluçà    | masia        | Estil: arquitectura popular 19th century                      | 42° 03′ 01″ N, 2° 02′ 13″ E / 42.050334°N,2.036918°E ca:Sector central del terme municipal                  | bé integrant del patrimoni cultural català | Cal Tià (Lluçà)     | Modifica les dades a Wikidata |
|        | Cal Toves                | Lluçà    | masia        |                                                               | 42° 04′ 28″ N, 2° 01′ 41″ E / 42.074441999525°N,2.0281538395017°E                                           |                                            |                     | Modifica les dades a Wikidata |
|        | Cal Vilaró               | Lluçà    | masia        | Estil: arquitectura popular 19th century                      | 42° 03′ 21″ N, 2° 01′ 56″ E / 42.055861°N,2.032303°E ca:Sector central del terme municipal                  | bé integrant del patrimoni cultural català | Cal Vilaró (Lluçà)  | Modifica les dades a Wikidata |
|        | Camp-de-soler            | Lluçà    | masia        |                                                               | 42° 02′ 31″ N, 2° 01′ 48″ E / 42.041867895589°N,2.02988901709402°E                                          |                                            |                     | Modifica les dades a Wikidata |
|        | Can Manyaques            | Lluçà    | masia        |                                                               | 42° 02′ 04″ N, 2° 00′ 33″ E / 42.0344045966597°N,2.0091627232281°E                                          |                                            |                     | Modifica les dades a Wikidata |
|        | Can Tomàs                | Lluçà    | masia        |                                                               | 42° 03′ 13″ N, 2° 00′ 33″ E / 42.053564783488°N,2.0091369038977°E                                           |                                            |                     | Modifica les dades a Wikidata |
|        | Can Vinyes               | Lluçà    | masia        |                                                               | 42° 05′ 03″ N, 2° 03′ 30″ E / 42.0840926562809°N,2.05831149554355°E ca:Sector nord del terme municipal      |                                            |                     | Modifica les dades a Wikidata |
|        | Canelles                 | Lluçà    | masia        |                                                               | 42° 05′ 04″ N, 2° 05′ 47″ E / 42.0844266178343°N,2.09648853827681°E ca:Sector nord-est del terme municipal  |                                            |                     | Modifica les dades a Wikidata |
|        | Casanova                 | Lluçà    | masia        | Estil: arquitectura popular 17th century                      | 42° 02′ 55″ N, 2° 02′ 04″ E / 42.048503°N,2.034481°E ca:Sector central del terme municipal                  | bé integrant del patrimoni cultural català | Casanova (Lluçà)    | Modifica les dades a Wikidata |
|        | Caselles                 | Lluçà    | masia        | 18th century                                                  | 42° 03′ 49″ N, 2° 01′ 11″ E / 42.063563848667°N,2.0198592442545°E ca:Sector oest del terme municipal        |                                            |                     | Modifica les dades a Wikidata |
|        | Cerdanyons               | Lluçà    | masia        | Estil: arquitectura barroca arquitectura popular 17th century | 42° 06′ 21″ N, 2° 06′ 08″ E / 42.10572°N,2.10219°E ca:Camí de la Vall (Alpens) al Molí 797 msnm             | bé integrant del patrimoni cultural català |                     | Modifica les dades a Wikidata |
|        | Colldeplana              | Lluçà    | masia        | 17th century                                                  | 42° 03′ 10″ N, 2° 01′ 18″ E / 42.0528046705999°N,2.0217467982002°E ca:Sector oest del terme municipal       |                                            |                     | Modifica les dades a Wikidata |
|        | Coma de Grau             | Lluçà    | masia        |                                                               | 42° 07′ 05″ N, 2° 03′ 38″ E / 42.1179837650516°N,2.0605195652251°E                                          |                                            |                     | Modifica les dades a Wikidata |
|        | Cortius                  | Lluçà    | masia        |                                                               | 42° 03′ 54″ N, 2° 02′ 45″ E / 42.0650663484492°N,2.04574438936323°E                                         |                                            |                     | Modifica les dades a Wikidata |
|        | Generes                  | Lluçà    | masia        |                                                               | 42° 01′ 38″ N, 2° 02′ 04″ E / 42.0272339760626°N,2.03435152791389°E                                         |                                            |                     | Modifica les dades a Wikidata |
|        | Gonfaus                  | Lluçà    | masia        | Estil: arquitectura popular 17th century                      | 42° 03′ 58″ N, 2° 04′ 52″ E / 42.066035°N,2.081209°E ca:Sector central del terme municipal                  | bé integrant del patrimoni cultural català |                     | Modifica les dades a Wikidata |
|        | Marcusses                | Lluçà    | masia        | 18th century                                                  | 42° 01′ 37″ N, 2° 02′ 49″ E / 42.026866277261°N,2.0469981252109°E ca:Sector sud del terme municipal         |                                            |                     | Modifica les dades a Wikidata |
|        | Mas Gitano               | Lluçà    | masia        | 19th century                                                  | 42° 03′ 45″ N, 2° 03′ 18″ E / 42.0623776174748°N,2.05495820310327°E ca:Sector central del terme municipal   |                                            |                     | Modifica les dades a Wikidata |
|        | Mas Perotet              | Lluçà    | masia        | Estil: arquitectura popular 17th century                      | 42° 06′ 28″ N, 2° 05′ 25″ E / 42.107715°N,2.090174°E ca:Sector nord del terme municipal                     | bé integrant del patrimoni cultural català |                     | Modifica les dades a Wikidata |
|        | Maçaneres                | Lluçà    | masia        |                                                               | 42° 02′ 01″ N, 2° 01′ 40″ E / 42.0335012652143°N,2.02780546737864°E                                         |                                            |                     | Modifica les dades a Wikidata |
|        | Miralles                 | Lluçà    | masia        | 18th century                                                  | 42° 02′ 11″ N, 2° 02′ 15″ E / 42.0364740368757°N,2.03749780156704°E ca:Sector sud del terme municipal       |                                            |                     | Modifica les dades a Wikidata |
|        | Muntanyola               | Lluçà    | masia        | 17th century                                                  | 42° 05′ 15″ N, 2° 02′ 48″ E / 42.0875183992166°N,2.04671379329357°E ca:Sector nord del terme municipal      |                                            |                     | Modifica les dades a Wikidata |
|        | Pallarès                 | Lluçà    | masia        |                                                               | 42° 06′ 42″ N, 2° 04′ 29″ E / 42.111753107564°N,2.0747569643035°E                                           |                                            |                     | Modifica les dades a Wikidata |
|        | Planconill               | Lluçà    | masia        |                                                               | 42° 03′ 07″ N, 2° 00′ 36″ E / 42.0520002976883°N,2.00986811015564°E                                         |                                            |                     | Modifica les dades a Wikidata |
|        | Puig-oriol               | Lluçà    | masia        | Estil: arquitectura popular                                   | 42° 04′ 04″ N, 2° 03′ 57″ E / 42.067694°N,2.065895°E ca:Sector central del terme municipal                  | bé integrant del patrimoni cultural català |                     | Modifica les dades a Wikidata |
|        | Puigsec                  | Lluçà    | masia        |                                                               | 42° 03′ 06″ N, 2° 02′ 37″ E / 42.0515563583166°N,2.04354187063762°E                                         |                                            |                     | Modifica les dades a Wikidata |
|        | Pujals                   | Lluçà    | masia        | 18th century                                                  | 42° 05′ 35″ N, 2° 06′ 15″ E / 42.093072336362°N,2.1040495617531°E ca:Sector nord-est del terme municipal    |                                            |                     | Modifica les dades a Wikidata |
|        | Roca Romaní              | Lluçà    | masia        | 19th century                                                  | 42° 06′ 17″ N, 2° 05′ 39″ E / 42.1046447683715°N,2.0940487040828°E ca:Sector nord-est del terme municipal   |                                            |                     | Modifica les dades a Wikidata |
|        | Roca d'en Bosc           | Lluçà    | masia        | Estil: arquitectura popular                                   | 42° 04′ 26″ N, 2° 02′ 25″ E / 42.073851°N,2.04031°E ca:Sector central del terme municipal                   | bé integrant del patrimoni cultural català |                     | Modifica les dades a Wikidata |
|        | Torre del Jordi          | Lluçà    | masia        |                                                               | 42° 04′ 04″ N, 2° 04′ 29″ E / 42.0678252796892°N,2.07470074118741°E                                         |                                            |                     | Modifica les dades a Wikidata |
|        | Valainer                 | Lluçà    | masia        |                                                               | 42° 05′ 09″ N, 2° 03′ 43″ E / 42.0858343608405°N,2.06203389055012°E                                         |                                            |                     | Modifica les dades a Wikidata |
|        | el Castell               | Lluçà    | masia        |                                                               | 42° 03′ 24″ N, 2° 02′ 13″ E / 42.056538°N,2.036982°E ca:Sector central del terme municipal 796 msnm         |                                            | El Castell (Lluçà)  | Modifica les dades a Wikidata |
|        | el Casó                  | Lluçà    | masia        | 18th century                                                  | 42° 04′ 15″ N, 2° 04′ 26″ E / 42.0708981973039°N,2.07379786229236°E ca:Sector central del terme municipal   |                                            |                     | Modifica les dades a Wikidata |
|        | el Coll de les Casetes   | Lluçà    | masia        |                                                               | 42° 05′ 15″ N, 2° 03′ 27″ E / 42.0874373726197°N,2.05762119737362°E                                         |                                            |                     | Modifica les dades a Wikidata |
|        | el Garet                 | Lluçà    | masia        | 20th century                                                  | 42° 02′ 48″ N, 2° 02′ 12″ E / 42.0465461338649°N,2.03676576910889°E ca:Sector sud del terme municipal       |                                            |                     | Modifica les dades a Wikidata |
|        | el Grau                  | Lluçà    | masia        |                                                               | 42° 01′ 05″ N, 2° 01′ 21″ E / 42.0181101404355°N,2.02261694276677°E ca:Sector sud-oest del terme municipal  |                                            |                     | Modifica les dades a Wikidata |
|        | el Pla de la Serra       | Lluçà    | masia        |                                                               | 42° 04′ 02″ N, 2° 01′ 59″ E / 42.067278695923°N,2.0330979832507°E                                           |                                            |                     | Modifica les dades a Wikidata |
|        | el Puig dels Eixuts      | Lluçà    | masia        |                                                               | 42° 04′ 20″ N, 2° 01′ 14″ E / 42.0721136185917°N,2.02059207017438°E                                         |                                            |                     | Modifica les dades a Wikidata |
|        | el Putjot                | Lluçà    | masia        |                                                               | 42° 03′ 23″ N, 2° 03′ 00″ E / 42.0563024340809°N,2.0500087519398°E                                          |                                            |                     | Modifica les dades a Wikidata |
|        | el Teuler del Grau       | Lluçà    | masia        |                                                               | 42° 01′ 05″ N, 2° 01′ 37″ E / 42.0180938662264°N,2.0270618819965°E                                          |                                            |                     | Modifica les dades a Wikidata |
|        | el Verdeguer             | Lluçà    | masia        |                                                               | 42° 02′ 38″ N, 2° 02′ 38″ E / 42.0438398932716°N,2.04379053419247°E                                         |                                            |                     | Modifica les dades a Wikidata |
|        | el Vilartimó             | Lluçà    | masia        |                                                               | 42° 05′ 03″ N, 2° 01′ 02″ E / 42.084254997234°N,2.0171227270091°E 719 msnm                                  |                                            | El Vilartimó        | Modifica les dades a Wikidata |
|        | la Barraca               | Lluçà    | masia        | 18th century                                                  | 42° 04′ 48″ N, 2° 00′ 42″ E / 42.0800087273903°N,2.01177816794983°E ca:Sector nord-oest del terme municipal |                                            |                     | Modifica les dades a Wikidata |
|        | la Casa Nova de la Vall  | Lluçà    | masia        | Estil: arquitectura popular 18th century                      | 42° 05′ 55″ N, 2° 05′ 53″ E / 42.09859°N,2.09818°E ca:Sector nord-est del terme municipal 768 msnm          | bé integrant del patrimoni cultural català |                     | Modifica les dades a Wikidata |
|        | la Casa Nova de la Vila  | Lluçà    | masia        |                                                               | 42° 05′ 54″ N, 2° 04′ 37″ E / 42.0983740037234°N,2.07680840110003°E                                         |                                            |                     | Modifica les dades a Wikidata |
|        | la Casa Nova del Castell | Lluçà    | masia        |                                                               | 42° 03′ 37″ N, 2° 02′ 49″ E / 42.0602312278975°N,2.0469891297404°E                                          |                                            |                     | Modifica les dades a Wikidata |
|        | la Casa Nova del Grau    | Lluçà    | masia        |                                                               | 42° 01′ 48″ N, 2° 01′ 18″ E / 42.0300811392151°N,2.02172083075244°E                                         |                                            |                     | Modifica les dades a Wikidata |
|        | la Casanova de la Tor    | Lluçà    | masia        |                                                               | 42° 06′ 44″ N, 2° 03′ 35″ E / 42.1122936111394°N,2.05964803466109°E                                         |                                            |                     | Modifica les dades a Wikidata |
|        | la Coma de Borrassers    | Lluçà    | masia        | 17th century                                                  | 42° 04′ 53″ N, 2° 04′ 32″ E / 42.0814312860843°N,2.07548236065101°E ca:Sector nord del terme municipal      |                                            |                     | Modifica les dades a Wikidata |
|        | la Font                  | Lluçà    | masia        | Estil: arquitectura popular 18th century                      | 42° 02′ 42″ N, 2° 02′ 50″ E / 42.045097°N,2.047231°E ca:Sector sud del terme municipal                      | bé integrant del patrimoni cultural català |                     | Modifica les dades a Wikidata |
|        | la Garona                | Lluçà    | masia        | 18th century                                                  | 42° 04′ 05″ N, 2° 03′ 10″ E / 42.0680162289609°N,2.05284388064453°E ca:Sector central del terme municipal   |                                            |                     | Modifica les dades a Wikidata |
|        | la Primitiva             | Lluçà    | masia        |                                                               | 42° 03′ 02″ N, 2° 02′ 04″ E / 42.0505623412489°N,2.03454203203014°E                                         |                                            |                     | Modifica les dades a Wikidata |
|        | la Rectoria              | Lluçà    | masia        |                                                               | 42° 04′ 31″ N, 2° 00′ 57″ E / 42.0751720196118°N,2.01593921926791°E                                         |                                            |                     | Modifica les dades a Wikidata |
|        | la Riba                  | Lluçà    | masia        |                                                               | 42° 04′ 32″ N, 2° 00′ 56″ E / 42.0755931915217°N,2.01569093511894°E ca:Sector nord-oest del terme municipal |                                            |                     | Modifica les dades a Wikidata |
|        | la Riereta               | Lluçà    | masia        | 18th century                                                  | 42° 03′ 55″ N, 2° 00′ 37″ E / 42.065281894091°N,2.0101633871669°E ca:Sector oest del terme municipal        |                                            |                     | Modifica les dades a Wikidata |
|        | la Roca del Grau         | Lluçà    | masia        |                                                               | 42° 01′ 01″ N, 2° 01′ 44″ E / 42.016910372538°N,2.02875872863586°E                                          |                                            |                     | Modifica les dades a Wikidata |
|        | la Solana                | Lluçà    | masia        | 18th century                                                  | 42° 02′ 48″ N, 2° 00′ 31″ E / 42.046712692204°N,2.00872980619257°E ca:Sector oest del terme municipal       |                                            |                     | Modifica les dades a Wikidata |
|        | la Talaia                | Lluçà    | masia        |                                                               | 42° 03′ 59″ N, 2° 04′ 19″ E / 42.0664791397318°N,2.07195233339183°E                                         |                                            |                     | Modifica les dades a Wikidata |
|        | la Tort de l'Aspà        | Lluçà    | masia        | Estil: arquitectura popular 19th century                      | 42° 06′ 26″ N, 2° 03′ 14″ E / 42.107169°N,2.053765°E ca:Sector nord del terme municipal                     | bé integrant del patrimoni cultural català |                     | Modifica les dades a Wikidata |
|        | la Vall de les Botes     | Lluçà    | masia        |                                                               | 42° 03′ 23″ N, 2° 00′ 45″ E / 42.056265813646°N,2.01259352878582°E ca:Sector oest del terme municipal       |                                            |                     | Modifica les dades a Wikidata |
|        | la Vila d'Alpens         | Lluçà    | masia        |                                                               | 42° 05′ 46″ N, 2° 05′ 15″ E / 42.095982259657°N,2.08743634582634°E                                          |                                            |                     | Modifica les dades a Wikidata |
|        | les Collades             | Lluçà    | masia        | Estil: arquitectura popular 18th century                      | 42° 06′ 24″ N, 2° 05′ 28″ E / 42.106641°N,2.090976°E ca:Sector nord del terme municipal                     | bé integrant del patrimoni cultural català |                     | Modifica les dades a Wikidata |
|        | les Raderies             | Lluçà    | masia        |                                                               | 42° 03′ 59″ N, 2° 03′ 37″ E / 42.0664377685618°N,2.06022841113647°E                                         |                                            |                     | Modifica les dades a Wikidata |

## molí d'aigua
| imatge | Nom                                  | Ubicat a | instància de | Detalls                                  | coordenades                                                                                 | Protecció                                  | Commons (més fotos) | Dades a WD                    |
| ------ | ------------------------------------ | -------- | ------------ | ---------------------------------------- | ------------------------------------------------------------------------------------------- | ------------------------------------------ | ------------------- | ----------------------------- |
|        | Molí Rònec de la Font de la Codoleda | Lluçà    | molí d'aigua |                                          | 42° 05′ 38″ N, 2° 04′ 03″ E / 42.0939664695289°N,2.06747655766301°E                         |                                            |                     | Modifica les dades a Wikidata |
|        | Molí de Canyelles                    | Lluçà    | molí d'aigua | Estil: arquitectura popular 19th century | 42° 05′ 00″ N, 2° 05′ 26″ E / 42.08326°N,2.09061°E ca:Sector nord-est del terme municipal   | bé integrant del patrimoni cultural català |                     | Modifica les dades a Wikidata |
|        | Molí de Puig-oriol                   | Lluçà    | molí d'aigua | Estil: arquitectura popular              | 42° 03′ 53″ N, 2° 03′ 06″ E / 42.064747°N,2.051732°E ca:Sector central del terme municipal  | bé integrant del patrimoni cultural català |                     | Modifica les dades a Wikidata |
|        | Molí de Rònec de Borrassers          | Lluçà    | molí d'aigua | Estil: arquitectura popular              |                                                                                             | bé integrant del patrimoni cultural català |                     | Modifica les dades a Wikidata |
|        | Molí de la Coma                      | Lluçà    | molí d'aigua | Estil: arquitectura popular 19th century | 42° 04′ 29″ N, 2° 05′ 07″ E / 42.074691°N,2.085191°E ca:Sector nord-est del terme municipal | bé integrant del patrimoni cultural català |                     | Modifica les dades a Wikidata |
|        | Molí de les Vinyes                   | Lluçà    | molí d'aigua | Estil: arquitectura popular              | 42° 03′ 11″ N, 2° 03′ 19″ E / 42.053067080994°N,2.05521709314507°E                          | bé integrant del patrimoni cultural català |                     | Modifica les dades a Wikidata |

## muntanya
| imatge | Nom                        | Ubicat a       | instància de | Detalls | coordenades                                                                                  | Protecció | Commons (més fotos)        | Dades a WD                    |
| ------ | -------------------------- | -------------- | ------------ | ------- | -------------------------------------------------------------------------------------------- | --------- | -------------------------- | ----------------------------- |
|        | Puig Martorell             | Lluçà          | muntanya     |         | 42° 04′ 10″ N, 2° 01′ 53″ E / 42.0694°N,2.03136°E ca:Carena de Codolers 960.7 msnm           |           | Puig Martorell             | Modifica les dades a Wikidata |
|        | Puig dels Eixuts           | Lluçà          | muntanya     |         | 42° 04′ 22″ N, 2° 01′ 14″ E / 42.07266667°N,2.02069444°E 800.4 msnm                          |           |                            | Modifica les dades a Wikidata |
|        | Roca Blanca                | Lluçà          | muntanya     |         | 42° 03′ 08″ N, 2° 02′ 49″ E / 42.0522°N,2.04693°E 723.4 msnm                                 |           |                            | Modifica les dades a Wikidata |
|        | Roca de la Clau            | Lluçà          | muntanya     |         | 42° 04′ 47″ N, 2° 03′ 14″ E / 42.0796°N,2.05401°E 765.5 msnm                                 |           |                            | Modifica les dades a Wikidata |
|        | Roca del Mill              | Lluçà          | muntanya     |         | 42° 02′ 47″ N, 2° 00′ 43″ E / 42.0463°N,2.012°E 671 msnm                                     |           |                            | Modifica les dades a Wikidata |
|        | Roques de l'Horta          | Lluçà          | muntanya     |         | 42° 02′ 43″ N, 2° 00′ 20″ E / 42.0453°N,2.00569°E 617.6 msnm                                 |           |                            | Modifica les dades a Wikidata |
|        | Serrat Rodó                | Lluçà          | muntanya     |         | 42° 03′ 42″ N, 2° 00′ 47″ E / 42.0617°N,2.01296°E 703.4 msnm                                 |           |                            | Modifica les dades a Wikidata |
|        | Serrat de Cabres Mortes    | Lluçà          | muntanya     |         | 42° 04′ 52″ N, 2° 01′ 42″ E / 42.08102778°N,2.02824444°E 897.6 msnm                          |           |                            | Modifica les dades a Wikidata |
|        | Serrat de Guiau            | Lluçà          | muntanya     |         | 42° 02′ 54″ N, 2° 01′ 03″ E / 42.0484°N,2.01748°E 846.2 msnm                                 |           |                            | Modifica les dades a Wikidata |
|        | Serrat de Lurda            | Lluçà          | muntanya     |         | 42° 04′ 40″ N, 2° 04′ 33″ E / 42.07782778°N,2.07584722°E 832.2 msnm                          |           |                            | Modifica les dades a Wikidata |
|        | Serrat de Novelliques      | Perafita Lluçà | muntanya     |         | 42° 04′ 32″ N, 2° 05′ 36″ E / 42.0755°N,2.0934°E 798.4 msnm                                  |           |                            | Modifica les dades a Wikidata |
|        | Serrat de Puigpolit        | Borredà Lluçà  | muntanya     |         | 42° 04′ 46″ N, 2° 02′ 28″ E / 42.07952778°N,2.041°E 781.1 msnm                               |           |                            | Modifica les dades a Wikidata |
|        | Serrat de l'Horta          | Lluçà          | muntanya     |         | 42° 04′ 17″ N, 2° 02′ 27″ E / 42.07147222°N,2.04078889°E 746.7 msnm                          |           |                            | Modifica les dades a Wikidata |
|        | Serrat de la Fenosa        | Lluçà          | muntanya     |         | 42° 02′ 26″ N, 2° 02′ 48″ E / 42.04058333°N,2.04659722°E 727.6 msnm                          |           |                            | Modifica les dades a Wikidata |
|        | Serrat de la Roca del Mill | Lluçà          | muntanya     |         | 42° 03′ 37″ N, 2° 00′ 46″ E / 42.0602°N,2.01269°E 694.7 msnm                                 |           |                            | Modifica les dades a Wikidata |
|        | Serrat de la Tina          | Lluçà          | muntanya     |         | 42° 03′ 19″ N, 2° 01′ 29″ E / 42.0554°N,2.02461°E 867.1 msnm                                 |           |                            | Modifica les dades a Wikidata |
|        | Serrat del Castell         | Lluçà          | muntanya     |         | 42° 03′ 16″ N, 2° 02′ 25″ E / 42.054577°N,2.040229°E 895 msnm                                |           | Serrat del Castell (Lluçà) | Modifica les dades a Wikidata |
|        | Serrat del Tió             | Lluçà          | muntanya     |         | 42° 04′ 33″ N, 2° 04′ 03″ E / 42.07577222°N,2.06758472°E 802.5 msnm                          |           |                            | Modifica les dades a Wikidata |
|        | Serrat dels Tudons         | Lluçà          | muntanya     |         | 42° 06′ 04″ N, 2° 04′ 48″ E / 42.10105556°N,2.08000556°E ca:Extrem nord del terme 902.6 msnm |           |                            | Modifica les dades a Wikidata |
|        | l'Alzina Grossa            | Lluçà          | muntanya     |         | 42° 07′ 06″ N, 2° 03′ 27″ E / 42.11826944°N,2.05763611°E 932.8 msnm                          |           |                            | Modifica les dades a Wikidata |

## pont
| imatge | Nom                             | Ubicat a      | instància de           | Detalls                                           | coordenades | Protecció                                  | Commons (més fotos) | Dades a WD                    |
| ------ | ------------------------------- | ------------- | ---------------------- | ------------------------------------------------- | --- | ------------------------------------------ | ------------------- | ----------------------------- |
|        | Pont de Canelles                | Lluçà         | pont                   | 20th century Estat: bon estat                     | 42° 05′ 11″ N, 2° 05′ 30″ E / 42.08634°N,2.09179°E ca:Sector nord-est del terme municipal 690 msnm                 |                                            |                     | Modifica les dades a Wikidata |
|        | Pont de Lluçà                   | Lluçà         | pont pont de carretera | 1961 Travessa: riera de Lluçanès Estat: bon estat | 42° 03′ 40″ N, 2° 03′ 08″ E / 42.0609947890649°N,2.05218682041877°E ca:Sector central del terme municipal 637 msnm |                                            |                     | Modifica les dades a Wikidata |
|        | Pont de Pedra o de pla Torrents | Lluçà         | pont                   | Estat: bon estat                                  | 42° 05′ 51″ N, 2° 06′ 15″ E / 42.09762°N,2.10413°E ca:Sector nord-est del terme municipal 712 msnm                 |                                            |                     | Modifica les dades a Wikidata |
|        | Pont del pas de Montclús        | Lluçà         | pont                   | 20th century Estat: bon estat                     | 42° 02′ 49″ N, 2° 00′ 16″ E / 42.04703°N,2.00446°E ca:Sector sud-oest del terme municipal 572 msnm                 |                                            |                     | Modifica les dades a Wikidata |
|        | pont de les Heures              | la Quar Lluçà | pont                   | 18th century Travessa: riera de Merlès            | 42° 04′ 26″ N, 2° 00′ 30″ E / 42.073878°N,2.008264°E ca:Sector nord-oest del terme municipal 616 msnm              | bé integrant del patrimoni cultural català | Pont de les Heures  | Modifica les dades a Wikidata |

## serra
| imatge | Nom                     | Ubicat a                                    | instància de | Detalls | coordenades                                                         | Protecció | Commons (més fotos) | Dades a WD                    |
| ------ | ----------------------- | ------------------------------------------- | ------------ | ------- | ------------------------------------------------------------------- | --------- | ------------------- | ----------------------------- |
|        | Carena de Codoleres     | Lluçà                                       | serra        |         | 42° 03′ 43″ N, 2° 01′ 34″ E / 42.06202778°N,2.02613056°E 960 msnm   |           |                     | Modifica les dades a Wikidata |
|        | Carena de la Riereta    | Lluçà                                       | serra        |         | 42° 03′ 54″ N, 2° 00′ 54″ E / 42.06497222°N,2.01510278°E            |           |                     | Modifica les dades a Wikidata |
|        | Serra dels Hespitalets  | Alpens Lluçà                                | serra        |         | 42° 06′ 30″ N, 2° 04′ 31″ E / 42.10841667°N,2.07531944°E 856.2 msnm |           |                     | Modifica les dades a Wikidata |
|        | Serrat de les Cabrasses | Perafita Sant Agustí de Lluçanès Lluçà      | serra        |         | 42° 05′ 05″ N, 2° 06′ 22″ E / 42.08471583°N,2.10609444°E 891 msnm   |           |                     | Modifica les dades a Wikidata |
|        | Serrat dels Garrics     | Lluçà Prats de Lluçanès Sant Martí d'Albars | serra        |         | 42° 01′ 16″ N, 2° 02′ 38″ E / 42.021°N,2.04398°E 711 711.3 msnm     |           |                     | Modifica les dades a Wikidata |
|        | serrat de Vila          | Lluçà Sant Martí d'Albars                   | serra        |         | 42° 03′ 33″ N, 2° 04′ 17″ E / 42.0593°N,2.07149°E 762 msnm          |           |                     | Modifica les dades a Wikidata |

## Misc
| imatge | Nom                        | Ubicat a | instància de      | Detalls                      | coordenades                                                                                      | Protecció                                            | Commons (més fotos) | Dades a WD                    |
| ------ | -------------------------- | -------- | ----------------- | ---------------------------- | ------------------------------------------------------------------------------------------------ | ---------------------------------------------------- | ------------------- | ----------------------------- |
|        | Castell de Lluçà           | Lluçà    | castell           | Estil: arquitectura romànica | 42° 03′ 16″ N, 2° 02′ 25″ E / 42.0544°N,2.04028°E ca:Sector central del terme municipal 896 msnm | bé d'interès cultural bé cultural d'interès nacional | Lluçà castle        | Modifica les dades a Wikidata |
|        | Cavera de Borrassers       | Lluçà    | cova              |                              | 42° 05′ 57″ N, 2° 04′ 01″ E / 42.0990784442694°N,2.06702676418959°E                              |                                                      |                     | Modifica les dades a Wikidata |
|        | Puig Martorell             | Lluçà    | vèrtex geodèsic   | Alt: 1.2m                    | 42° 04′ 10″ N, 2° 01′ 49″ E / 42.069372°N,2.030317°E 960.151 msnm                                |                                                      |                     | Modifica les dades a Wikidata |
|        | Torrent i pantà de Garet   | Lluçà    | zona humida       | Superfície: 2.78ha           | 42° 02′ 43″ N, 2° 02′ 19″ E / 42.0454°N,2.03858°E                                                |                                                      |                     | Modifica les dades a Wikidata |
|        | casa consistorial de Lluçà | Lluçà    | casa consistorial |                              | 42° 04′ 05″ N, 2° 04′ 24″ E / 42.06810010277348°N,2.0733600338702742°E                           |                                                      |                     | Modifica les dades a Wikidata |